# Серный остров
Се́рный о́стров — небольшой остров без жилой застройки на Малой Неве. Один из многочисленных островов дельты реки Невы в черте Санкт-Петербурга.
Находится к северу от второго по величине острова Василеостровского района города — острова Декабристов (б. Голодай) и к югу от Петровского острова Петроградского района у левого берега Малой Невы ниже по её течению от Тучкова моста. Связан Серным мостом с островом Декабристов.

## История
Название возникло в XIX веке, связано с тем, что на острове находились склады извести и серы.
На остров ведёт Серный мост. В XIX веке мост был деревянным и располагался в восточной части острова, в 20-х годах XX века мост был перенесён на его нынешнее место, но он оставался деревянным. Современный железобетонный мост вместо деревянного появился только в 2018 году, при строительстве моста Бетанкура и продолжения набережной Макарова, а название было присвоено 18 июня 2019 года.
В 2018 году открыт мост Бетанкура, который соединил Василеостровский и Петроградский районы через Серный остров.
Западную часть острова занимает яхт-клуб «Бриз».